# Seleção Finlandesa de Rugby Union
A Seleção Finlandesa de Rugby Union é a equipe que representa a Finlândia em competições internacionais de Rugby Union.